# Corentin Jean
Pour les articles homonymes, voir Jean.
Corentin Jean, né le 15 juillet 1995 à Blois, est un footballeur français qui joue au poste d'ailier droit ou d'avant-centre.

## Biographie

### Jeunesse et formation
Corentin Jean naît le 15 juillet 1995 dans la commune de Blois, le chef-lieu du département de Loir-et-Cher. 
À six ans, il intègre l'US Chémery, club avec lequel il y joue jusqu'en juillet 2008. Après ce départ, il retourne dans sa ville natale où il joue au Blois Foot 41 et tente entre-temps sa chance au Stade rennais mais est finalement recalé à cause de sa petite taille et de son allure frêle. 
Après deux ans passés au Blois Foot 41, il est repéré par Claude Robin, directeur du centre de formation de l'ESTAC Troyes qui va obtenir le transfert du joueur en faveur du club de Troyes. Ce dernier déclare qu'« aucun club n'était sur lui. Mais quand je l'ai vu, je me suis demandé comment on avait pu passer à côté de ce joueur. Je fais attention de ne pas exagérer mais lui il a tout ». Dès son arrivée, Philippe Pinson, l'entraîneur des moins de 17 ans, l'aligne comme titulaire et fait de lui l'année suivante le capitaine de son équipe. Il alterne ensuite avec les moins de 17 ans et les moins de 19 ans. Selon Philippe Pinson, ce surclassement est dû à sa capacité à multiplier les entraînements, à s'entraîner très souvent, être à l'écoute et puis avoir aussi cette petite initiative dans les moments clés que certains n'osent pas prendre.

### Professionnel avec Troyes (2012-2015)
Il joue son premier match en pro le 29 novembre 2012, lors d'une rencontre de Coupe de la Ligue face au Stade rennais. À cette occasion, il inscrit son premier but chez les pros. Il joue son premier match en Ligue 1 avec Troyes le 2 décembre 2012, une nouvelle fois face au Stade rennais (score : 2-3 pour les Bretons). Lors de ce match, il écope d'un carton rouge au bout de 90 minutes de jeu.
Il inscrit son premier doublé en Ligue 1 le 9 mars 2013 face au Stade de Reims (victoire 4-2) lors de la 28e journée de championnat. À 17 ans, 7 mois et 22 jours, il est le plus jeune joueur à réaliser un doublé dans les cinq grands championnats européens lors de la saison 2012-2013. Son entraîneur, Jean-Marc Furlan, ne tarit pas d'éloges sur lui : « C’est la première fois que j’en vois un comme lui. Athlétiquement, c’est du très, très haut niveau ».
Le 16 mars 2013, Corentin Jean inscrit le but de l'égalisation contre Montpellier HSC, l'ESTAC obtenant ainsi le point du match nul 1-1. Victime d'une pubalgie pendant environ deux mois, Jean refait surface dans le groupe professionnel le 26 mai 2013, à l'occasion de la dernière journée de Ligue 1 en remplaçant Fabien Camus à la 72e minute.
À l'été 2013, malgré plusieurs sollicitations, Corentin Jean annonce vouloir rester jouer à Troyes encore une saison pour « s'aguerrir physiquement ».

### AS Monaco (2015-2017)
Le 1er juillet 2015, il est transféré à l'AS Monaco qui le prête dans la foulée pour une saison à l'ESTAC.
Il dispute son premier match officiel avec la formation monégasque à Nantes le 20 août 2016 (victoire 0-1). Au vu de son faible temps de jeu et à la suite de la grave blessure de Billy Ketkeophomphone, le SCO Angers pense s'attacher ses services, ce à quoi l'AS Monaco ne donne pas suite.

### Toulouse FC (2017-2020)
Le 23 janvier 2017, il est prêté au Toulouse FC jusqu'au terme de la saison sans option d'achat . Il choisit le numéro 15. Il marque d'ailleurs son premier but avec le Toulouse le 23 avril 2017 contre l'OGC Nice et permet à son équipe d'arracher le match nul. Il délivre aussi quatre passes décisives lors de son prêt. 
Le 3 juillet 2017, après plusieurs semaines de pourparlers, Corentin Jean s'engage officiellement avec le Toulouse FC, sous la forme d'un contrat de quatre ans, pour 3,5 millions d'euros environ. Il change de numéro et choisit le 8.
Le 21 mars 2019, il se blesse à l'entraînement et le diagnostic révèle une rupture des ligaments croisés du genou droit. Il retrouve les terrains de Ligue 1 plus de huit mois plus tard, le 4 décembre 2019 où il entre en jeu en fin de match face à son ancien club monégasque,.

### Racing Club de Lens (2020-2022)
Le 8 juin 2020, il s'engage définitivement en faveur du RC Lens, y paraphant un contrat de trois ans.

### Inter Miami (2022-2024)
Le 29 juin 2022, il signe en faveur de l'Inter Miami, franchise appartenant à David Beckham pour un montant de 1,2 million d'euros,.

### En sélection
En arrivant à Troyes pour la saison 2010-2011, Corentin Jean intègre l'équipe de France U16 puis les U17 sous la houlette du sélectionneur Jean-Claude Giuntini. Ce dernier, le sélectionne lors du championnat d'Europe des moins de 17 ans en mai 2012 pour pallier la blessure de l'un de ses coéquipiers. Il y joue les trois matchs de son groupe mais malgré cela les Bleuets terminent troisième de leur groupe.
En 2013, avec l'équipe de France U19, Corentin Jean échoue en finale du Championnat d'Europe de sa catégorie contre la Serbie.
Le 25 mars 2015, il joue son premier match en équipe de France espoirs contre l'Estonie.

## Statistiques en club
| Saison                | Club                   | Championnat           | Championnat | Championnat | Championnat | Coupe nationale | Coupe nationale | Coupe nationale | Coupe de la Ligue | Coupe de la Ligue | Coupe de la Ligue | Compétition(s) continentale(s) | Compétition(s) continentale(s) | Compétition(s) continentale(s) | Compétition(s) continentale(s) | Total | Total | Total |
| Saison                | Club                   | Division              | M.          | B.          | P.d.        | M.              | B.              | P.d.            | M.                | B.                | P.d.              | Comp.                          | M.                             | B.                             | P.d.                           | M.    | B.    | P.d.  |
| 2012-2013             | ESTAC Troyes           | Ligue 1               | 15          | 3           | 0           | 1               | 0               | 0               | 1                 | 1                 | 0                 | -                              | -                              | -                              | -                              | 17    | 4     | 0     |
| 2013-2014             | ESTAC Troyes           | Ligue 2               | 22          | 4           | 2           | 1               | 0               | 0               | 5                 | 0                 | 1                 | -                              | -                              | -                              | -                              | 28    | 4     | 3     |
| 2014-2015             | ESTAC Troyes           | Ligue 2               | 28          | 10          | 2           | 2               | 0               | 0               | 2                 | 0                 | 0                 | -                              | -                              | -                              | -                              | 32    | 10    | 2     |
| 2015-2016             | ESTAC Troyes (prêt)    | Ligue 1               | 34          | 5           | 1           | 2               | 2               | 0               | 1                 | 0                 | 0                 | -                              | -                              | -                              | -                              | 37    | 7     | 1     |
| Sous-total            | Sous-total             | Sous-total            | 99          | 22          | 5           | 6               | 2               | 0               | 9                 | 1                 | 1                 | -                              | -                              | -                              | -                              | 114   | 25    | 6     |
| 2016-2017             | AS Monaco              | Ligue 1               | 2           | 0           | 1           | -               | -               | -               | 2                 | 1                 | 0                 | C1                             | 1                              | 0                              | 0                              | 5     | 1     | 1     |
| 2016-2017             | Toulouse FC (prêt)     | Ligue 1               | 16          | 1           | 4           | -               | -               | -               | -                 | -                 | -                 | -                              | -                              | -                              | -                              | 16    | 1     | 4     |
| 2017-2018             | Toulouse FC            | Ligue 1               | 33+1        | 1+0         | 2+1         | 2               | 0               | 0               | 3                 | 0                 | 1                 | -                              | -                              | -                              | -                              | 39    | 1     | 4     |
| 2018-2019             | Toulouse FC            | Ligue 1               | 19          | 0           | 1           | 3               | 0               | 0               | 1                 | 0                 | 0                 | -                              | -                              | -                              | -                              | 23    | 0     | 1     |
| 2019-2020             | Toulouse FC            | Ligue 1               | 1           | 0           | 0           | -               | -               | -               | -                 | -                 | -                 | -                              | -                              | -                              | -                              | 1     | 0     | 0     |
| Sous-total            | Sous-total             | Sous-total            | 70          | 2           | 8           | 5               | 0               | 0               | 4                 | 0                 | 1                 | -                              | -                              | -                              | -                              | 79    | 2     | 9     |
| 2019-2020             | RC Lens (prêt)         | Ligue 2               | 9           | 3           | 0           | -               | -               | -               | -                 | -                 | -                 | -                              | -                              | -                              | -                              | 9     | 3     | 0     |
| 2020-2021             | RC Lens                | Ligue 1               | 23          | 1           | 3           | 2               | 2               | 2               | -                 | -                 | -                 | -                              | -                              | -                              | -                              | 25    | 3     | 5     |
| 2021-2022             | RC Lens                | Ligue 1               | 17          | 1           | 0           | 3               | 0               | 0               | -                 | -                 | -                 | -                              | -                              | -                              | -                              | 20    | 1     | 0     |
| Sous-total            | Sous-total             | Sous-total            | 49          | 5           | 3           | 5               | 2               | 2               | -                 | -                 | -                 | -                              | -                              | -                              | -                              | 54    | 7     | 5     |
| 2022                  | Inter Miami CF         | MLS                   | 3           | 0           | 1           | -               | -               | -               | -                 | -                 | -                 | -                              | -                              | -                              | -                              | 3     | 0     | 1     |
| 2023                  | Inter Miami CF         | MLS                   | 15          | 1           | 0           | 2               | 0               | 2               | -                 | -                 | -                 | -                              | -                              | -                              | -                              | 17    | 1     | 2     |
| Sous-total            | Sous-total             | Sous-total            | 18          | 1           | 1           | 2               | 0               | 2               | -                 | -                 | -                 | -                              | -                              | -                              | -                              | 20    | 1     | 3     |
| 2024-20205            | FC Sochaux-Montbéliard | National              | 23          | 3           | 1           | 4               | 0               | 0               | -                 | -                 | -                 | -                              | -                              | -                              | -                              | 27    | 3     | 1     |
| Total sur la carrière | Total sur la carrière  | Total sur la carrière | 261         | 33          | 19          | 22              | 4               | 4               | 15                | 2                 | 2                 | -                              | 1                              | 0                              | 0                              | 299   | 39    | 25    |

## Palmarès

### En club
En 2015, Corentin Jean est champion de France de Ligue 2 avec l'ESTAC Troyes. Deux ans plus tard, il est champion de France avec l'AS Monaco.
Il est également vice-champion de France de Ligue 2 avec le RC Lens en 2020.
| ES Troyes AC (1)             | AS Monaco (1)                | RC Lens                           |
| ---------------------------- | ---------------------------- | --------------------------------- |
| - Ligue 2 - Champion : 2015. | - Ligue 1 - Champion : 2017. | - Ligue 2 - Vice-Champion : 2020. |

### Distinctions individuelles
- Élu joueur du mois du RC Lens en janvier 2020.